# Saccharomycopsidaceae
Saccharomycopsidaceae es una familia de hongos levaduras en el orden Saccharomycetales. Según el 2007 Outline of Ascomycota, la familia contiene tres géneros, si bien la ubicación del género Ambrosiozyma es incierta. Las especies de esta familia poseen una distribución amplia.